# Pycnothele singularis
Pycnothele singularis là một loài nhện trong họ Nemesiidae.
Pycnothele singularis được miêu tả năm 1934 bởi Mello-Leitão.